# Democratic Action Party
Die Democratic Action Party (DAP Parti Tindakan Demokratik) ist eine sozialdemokratische Partei in Malaysia.

## Gründung
Die DAP gehörte ursprünglich zu Singapurs People’s Action Party. Nach der Sezession Singapurs wurde sie eigenständig.
Die Partei wurde im Oktober 1965 gegründet und im März 1966 als eine sozialdemokratische Partei registriert.
Im Oktober 1967 trat die Partei der Sozialistischen Internationale bei, einer Vereinigung von damals 55 sozialdemokratischen, sozialistischen Parteien und Arbeiterparteien. 

## Position
Die DAP gründete zusammen mit drei anderen Oppositionsparteien – darunter die islamistische PAS – die Barisan Alternatif (alternative Front). 
Die Zusammenarbeit mit der einen Gottesstaat anstrebenden PAS hat viele der mehrheitlich nicht-muslimischen Wähler der DAP enttäuscht. Sie wird als Hauptursache für das Scheitern zweier wichtiger DAP-Politiker bei der Wahl im Jahr 1999, darunter der Vorsitzende Lim Kit Siang, gesehen. 

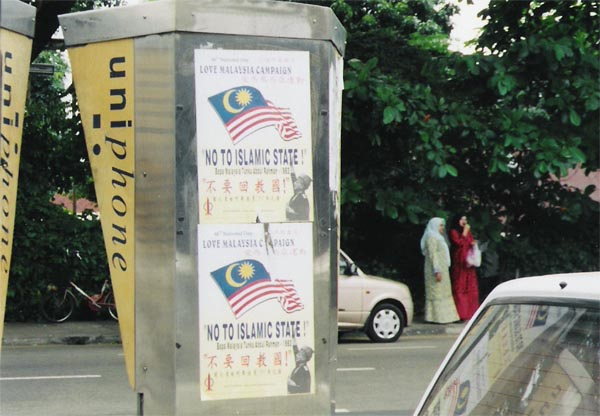
Wahlplakat in Penang 2003

Am 21. September 2001 verließ die DAP die Barisan Alternatif, welche 2004 zerbrach.

## Wahlen

### Wahl 2004
Nach dem Austritt aus der Barisan Alternatif versuchte die DAP sich wieder deutlich von der PAS zu distanzieren um Wählerstimmen zurückzugewinnen (siehe Wahlplakat rechts).
Die DAP wurde mit 9,9 % der Stimmen und 12 von 218 Sitzen im Parlament wieder stärkste oppositionelle Partei vor der PAS. Lim Kit Siang wurde wieder Mitglied des Parlaments.

### Wahl 2008
Bei den Wahlen 2008 schloss sich die DAP erneut mit den beiden wichtigsten Parteien der ehemaligen Barisan Alternatif zu einer Oppositionskoalition zusammen, der Pakatan Rakyat unter Führung von Anwar Ibrahim. Im malaysischen Parlament erlangte diese Koalition insgesamt 46,7 % der Stimmen, was zu 82 der 222 Sitze führte. An die DAP gingen dabei 13,7 % der Stimmen und somit 28 Sitze. Auch konnte die Pakatan Rakyat in fünf der 13 malaysischen Bundesstaaten die Mehrheit im Landesparlament erlangen und dort die Regierung stellen.

### Wahl 2013
Bei den Wahlen 2013 erlangte die Pakatan Rakyat insgesamt 50,9 % der Stimmen. Durch das auf Bundesebene geltende Mehrheitswahlrecht erhielt sie allerdings nur 89 der 222 Sitze. An die DAP gingen dabei 15,7 % der Stimmen und somit 38 Sitze.